# Музей Балі
Музей Балі (англ. Bali Museum) — музей мистецтва та історії, який знаходиться на півдні індонезійського острова Балі, в місті Денпасар, на сході центрального кварталу Таман Пупутан. Хоча музей Балі й розташований у внутрішньому дворі і має високі ворота, його можна побачити з бельведеру.

## Історія
Музей був побудований у 1931 році архітектором П. Дж. Муженом, поблизу колишнього королівського палацу Депасара, який був спалений вщент під час вторгнення голландців на Балі в 1906 році. Його зовнішні стіни і внутрішній двір послужили моделлю в проектуванні музею.

## Музей
На території музею знаходиться 4 основні будівлі:
- Табанан (де показуються театральні маски та музичні інструменти),
- Карангасем (скульптури та картини),
- Булеленг (текстильні вироби),
- Тимур (археологічні знахідки).